# Hammerich-Prisen
Hammerich-Prisen, som er på 100.000 danske kroner, uddeles af Fondet for Dansk-Norsk Samarbejde (no) til en person, der har bidraget til øget forståelse og samarbejde mellem Danmark og Norge inden for kulturelle eller andre områder.
Prisen symboliserer vigtigheden af at styrke den fælles dansk-norske kulturarv og fremme gensidig forståelse.

## Nyt navn
I 2024, som markerer 400-året for Christian IVs grundlæggelse af Kristiania og 100-året for navneskiftet fra Kristiania til Oslo, ændrer Fondet for Dansk-Norsk Samarbejde prisen og beløbet.
Hammerich-Prisen, som indtil 2024 hed "Admiral Carl Hammerichs mindelegat" og var på 50.000 danske kroner, er øget til 100.000 danske kroner.

## Hammerich-Prisen 2024
Fondet har valgt at udpege en person fra den dansk-norske filmbranche i 2024. Film har en unik evne til at bygge bro og styrke en fælles kulturforståelse. Derfor anerkender Hammerich-Prisen 2024 filmens afgørende rolle i at fremme en fælles kulturforståelse mellem Danmark og Norge gennem nordiske fortællinger.
Prismodtageren offentliggøres ved prisoverrækkelsen på Lysebu (no), Fondets hotel i Oslo den 14. november.
Blandt tidligere prismodtagere er fremtrædende forfattere som norske Vigdis Hjorth (no), danske Carsten Jensen og norske Jan Kjærstad. Deres litterære værker har skabt en dybere forståelse af de to landes fælles kulturelle rødder og litterære fællesskab.

## Historien bag Hammerich-Prisen
Oprindeligt blev prisen oprettet til minde om den danske admiral Carl Hammerich. Under Anden Verdenskrig stod han sammen med sin hustru, Borghild Hammerich (no) og andre initiativtagere, bag den omfattende humanitære indsats Norgeshjælpen (no), der hjalp mange norske familier under krigen.
Carl Hammerich blev dog arresteret af tyskerne i slutningen af krigen og omkom den 21. marts 1945 under bombningen af Gestapos hovedkvarter i København.
Efter krigens afslutning var der 13 millioner danske kroner tilbage fra indsamlingen. Pengene blev overført til Fondet for Dansk-Norsk Samarbejde, der blev stiftet den 1. marts 1946.

## Om Fondet for Dansk-Norsk Samarbejde
Fondet er en bilateral fond, hvis formål er at arbejde for øget forståelse og samarbejde mellem Danmark og Norge.
Fondet realiserer sit formål ved at arrangere kurser for studerende samt seminarer og offentlige kulturelle arrangementer i Danmark og Norge.
Fondet ejer og driver Lysebu (no) i Oslo, der fungerer som et kultur-, konferencecenter og hotel.

## Tidligere prismodtagere
- 2019 Vigdis Hjorth
- 2018 Carsten Jensen
- 2016 Jan Kjærstad
- 2014 Bertel Haarder
- 2013 professor Kari Martinsen
- 2012 Lis Madsen
- 2009 Morten Jostad (no)
- 2006 Benny Andersen
- 2001 Lars Roar Langslet
- 2000 professor Jørn Lund
- 1994 professor Fritz Paul (no)
- 1992 Professor Knut Mykland (no)
- 1985 Wanda Heger